# Eva Neumann
Eva Neumann MBE, geborene Birnbaum, (geb. 8. März 1929 in Swaljawa, Tschechoslowakei, heute Ukraine), genannt Bobby, ist eine britische Überlebende des Holocaust.

## Biographie

### Deportation und KZ-Aufenthalt

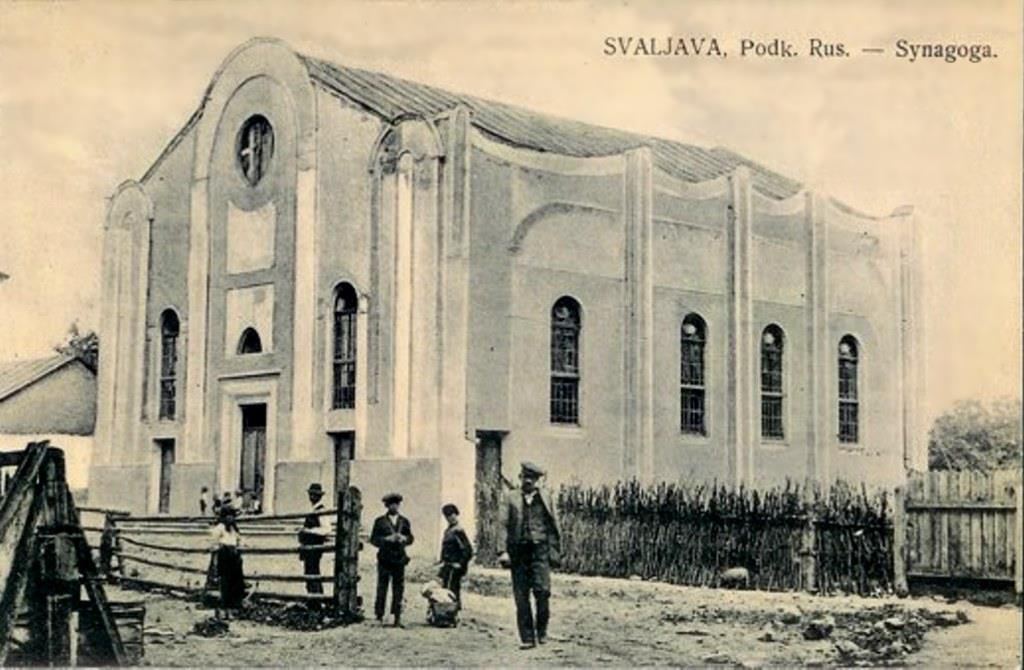
Synagoge von Swaljawa

Eva Birnbaum wuchs in dem Ort Swaljawa auf, nahe der ungarisch-tschechoslowakischen Grenze in den Karpaten. Sie hatte zwei jüngere Brüder – Shmuel und Yitzchak Isaac – und verlebte nach eigenen Aussagen eine sorglose Kindheit. Berichten von polnischen Juden auf der Flucht über Massentötungen ab 1939 wollte ihr Vater keinen Glauben schenken.
Am 19. März 1944 marschierte die deutsche Wehrmacht in Ungarn ein. Am 14. April 1944, dem Tag nach dem Ende von Pessach, wurden die jüdischen Menschen von Swaljawa von ungarischen Soldaten und SS-Männern aufgefordert, sich in der Synagoge zu melden. Von dort wurden sie in eine Ziegelei in Munkatsch gebracht, um dann mit anderen Juden aus der Region ins KZ Auschwitz-Birkenau deportiert zu werden. Kurz nach der Ankunft wurden die Mutter von Eva Neumann und ihre Brüder in den Gaskammern ermordet. Ihr Vater rettete ihr Leben, indem er angab, dass die großgewachsene Eva schon 18 Jahre alt sei (wäre sie jünger gewesen, hätte die Gefahr bestanden, dass sie sofort getötet worden sei). Sie musste im Lagerhaus Kanada arbeiten und die Besitztümer der Opfer sortieren, darunter die Haare ihrer eigenen Mutter. Später wurde sie zur Arbeit außerhalb des Krematoriums versetzt, wo sie ihre Großmutter traf und mit ihr sprach, bevor diese in der Gaskammer ermordet wurde.
Im Januar 1945, nach dem Todesmarsch von Auschwitz nach Neustadt-Glewe, wurde der Körper von Eva Neumann, die typhuskrank und bewusstlos war, auf einen Berg von Leichen gelegt. Ein russischer Sanitäter erkannte, dass sie noch lebte, und brachte sie in ein Krankenhaus. Sie war die einzige Überlebende ihrer Kernfamilie. Die gesamte jüdische Familie Birnbaum – Nachfahren des Ahnherrn Shmiel Birnbaum – aus der Region Swaljawa umfasste rund 400 Angehörige, von denen mehr als 300 im Holocaust ermordet wurden.

### Nach 1945 und spätere Jahre
Zunächst lebte Eva Birnbaum drei Jahre lang bei einer Cousine in Budapest. 1949 zog sie zu ihren Cousins nach Genf, wo sie sich dem orthodoxen Judentum zuwandte. Im Jahr darauf lernte sie ihren künftigen Ehemann Leopold Neumann kennen, dessen Familie ebenfalls im Holocaust ermordet worden war. Das Paar zog nach Manchester, bekam fünf Kinder und hat insgesamt über 100 Nachkommen (Stand 2020).
Über 60 Jahre lang schwieg Eva Neumann über ihre traumatischen Erlebnisse, selbst gegenüber ihrem Mann. Im Jahr 2006 wurde sie von der jüdischen Hilfsorganisation Aish HaTorah gebeten, mit einer Gruppe zum Staatlichen Museum Auschwitz-Birkenau zu fahren. Seitdem hat sie zahlreiche jüdische Studentengruppen dorthin begleitet und sie berichtet als Zeitzeugin in Schulen. Im United States Holocaust Memorial Museum ist ein zweistündiges Interview mit ihr vorhanden.

## Ehrungen
In der New Years Honours List 2020 wurde Eva Neumann zum Member des Order of the British Empire ernannt.